# Valentina Vezzali
Valentina Vezzali   (Jesi, 14 de febrer de 1974) és política i tiradora d'esgrima italiana, ja retirada, guanyadora de nou medalles olímpiques. Està casada amb el jugador de futbol Domenico Giugliano.

## Carrera esportiva
De petita, primer va ser entrenada pel seu pare, i després pel mestre Ezio Triccoli.
Especialista en la modalitat de floret, va participar, als 22 anys, en els Jocs Olímpics d'Estiu de 1996 realitzats a Atlanta (Estats Units), on va aconseguir guanyar la medalla d'or en la prova de floret per equips i la medalla de plata en la prova individual. En els Jocs Olímpics d'Estiu de 2000 realitzats a Sydney (Austràlia) aconseguí guanyar la medalla d'or en les dues proves disputades en la modalitat de floret. En els Jocs Olímpics d'Estiu de 2004 realitzats a Atenes (Grècia) aconseguí revalidar el seu títol olímpic en la modalitat individual i no participà en la prova per equips, ja que no fou inclosa en el programa olímpic. En els Jocs Olímpics d'Estiu de 2008 realitzats a Pequín (República Popular de la Xina) aconseguí el seu tercer or olímpic en la modalitat individual i la medalla de bronze en la prova per equips. El 2012, a Londres, disputà els seus cinquens i darrers Jocs Olímpics. En ells guanyà la medalla d'or en la prova de floret per equips i la de bronze en la de floret individual. En aquests Jocs fou l'abanderada italiana en la cerimònia inaugural.
Al llarg de la seva carrera ha guanyat vint-i-sis medalles en el Campionat del Món d'esgrima, setze d'or, sis de plata i quatre de bronze; i vint medalles en el Campionat d'Europa d'esgrima, tretze d'or, quatre de plata i tres de bronze. Aconseguí també dues medalles d'or en les proves individuals de floret en els Jocs del Mediterrani de 2001 i 2009.

## Carrera política
El 2013 va ser escollida diputada del Parlament italià com a part del partit Elecció Cívica liderat per Mario Monti. El 2021 va ser nomenada subsecretària d'esports d'Itàlia.  El 27 de juliol de 2022 es va unir a Forza Italia de Silvio Berlusconi.